# (11852) Shoumen
(11852) Shoumen (1988 RD) – planetoida z pasa głównego asteroid okrążająca Słońce w ciągu 3 lat i 251 dni w średniej odległości 2,39 j.a. Została odkryta 10 września 1988 roku. Nazwa pochodzi od bułgarskiego miasta Szumen.